# Claude Prieur
Pour les articles homonymes, voir Prieur (homonymie).
Claude Prieur, XVIe siècle, né à Laval, religieux de l'Ordre des frères mineurs de l'étroite observance, est l'auteur de Dialogue de la lycanthropie, ou transformation d'hommes en loups.

## Biographie
Sa famille était ancienne à Laval - on trouve au XVe siècle deux notaires de ce nom, Michel et Macé Prieur. Il entra très jeune en religion, était en 1587 au couvent de Riom, alla ensuite faire ses études à Toulouse et vint séjourner à Rodez. Il était en 1594 à Wavre, près de Louvain, où il publia l'ouvrage suivant Dialogue de la lycanthropie, ou transformation d'hommes en loups, vulgairement dits loups-garous, et si elle se peut faire (Louvain, Jean Maës, et Philippe Zangre, 1596, in-8°). Dans son ouvrage, l'auteur combat cette superstition populaire.  Tous les bibliographes indiquent la rareté de ce volume.

## Publication
- Dialogue de lycanthropie ou transformation d'hommes en loups, vulgairement dits Loups-garous, & si elle peut se faire. Auquel en discourant est traicté de la manière de se contregarder des enchantements & sorcellerie, ensemble de plusieurs abus & superstitions, lesquelles se commettent en ce temps. Par. F. Claude Prieur, natif de Laval au Mayne, & religieux de l'ordre des frères mineurs de l'observance. A Louvain, chez Jehan Maes, & Philippe Zangre, Libraires Jurez. L'An 1596. In-8 de 72 ff.ch.

## Source
« Claude Prieur », dans Alphonse-Victor Angot et Ferdinand Gaugain, Dictionnaire historique, topographique et biographique de la Mayenne, Laval, A. Goupil, 1900-1910 [détail des éditions] (BNF 34106789, présentation en ligne), tome III, p. 357